# Donáth Gyula (szobrász)
Donáth Gyula, olykor Donát Gyula formában is (Pest, 1850. március 13. – Budapest, 1909. szeptember 27.) magyar szobrászművész.

## Életpályája
Apja Donáth Simon (1812–1880) ügynök volt, aki főhadnagyként szolgált az 1848–49-es forradalom és szabadságharcban, anyja Schreter Cecília (1814–1878) volt. Művészeti tanulmányait 1867-ben Joseph Knabl irányítása alatt kezdte Münchenben, Robert Hertel vezetése alatt Drezdában folytatta, majd Hans Semper és Michael Wagmüller tanítványaként fejezte be Bécsben. 1873-tól Bécsben díszítőszobrászként működött. Őt bízták meg az 1873. évi bécsi világkiállítás főkapujának szobrászati díszítésével, majd 1880-ban visszatért Budapestre. Itt részt vett többek között az Operaház és a Vigadó szobrászati díszítésében. Az 1890-es évek elejétől kezdett síremlékeket készíteni és hamarosan a főváros legelismertebb sírkőszobrászává vált. Klasszicista, akadémikus stílus jegyében alkotott. Az 1890-es évek közepétől emlékműszobrokat is készített. 
Legismertebb műve a bánhidai Turul-emlékmű. Ő készíthette el az I. Ferenc József által a magyar nemzetnek ajándékozott tíz szobor egyikét, a budapesti Ferenciek terén 1908-ban felavatott Werbőczy-szobrot Elismert, köztiszteletben álló szobrászként halt meg 1909-ben. Sírja a Kozma utcai izraelita temetőben található.

## Főbb művei
- emlékművek, emlékszobrok:
  - Turul (Bánhida, 1896)
  - Turul (Budai Várnegyed, 1903)

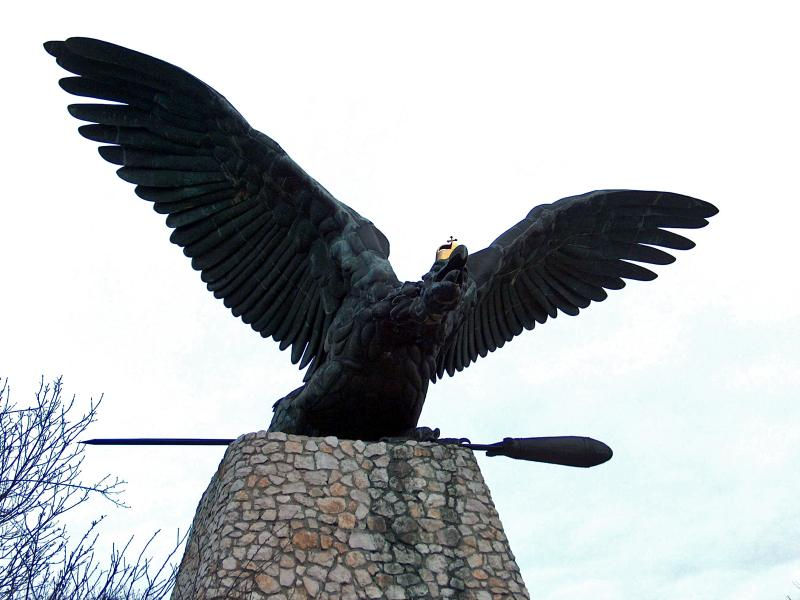
A Turul-emlékmű (Tatabánya)

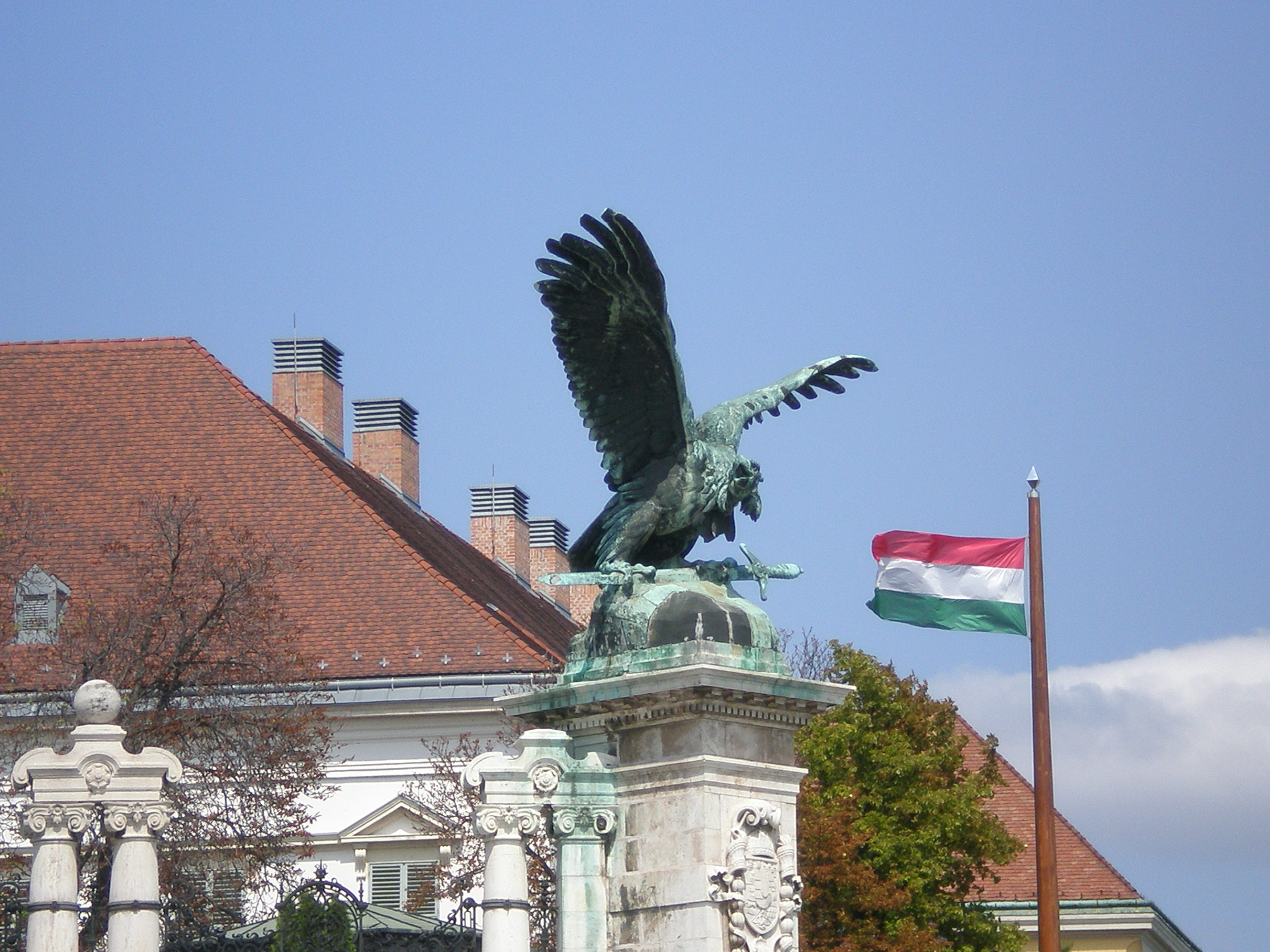
Turul a budai várban

  - Erzsébet királyné (Bártfafürdő, 1903)
  - Werbőczy István (Budapest, 1908)
- síremlékek (valamennyi a budapesti Kerepesi temetőben):
  - Csemegi Károly
  - Huszár Adolf
  - Kamermayer Károly
  - Lipthay Elek
  - Ligeti Antal
  - Péterfy Jenő
  - Pulszky Ágost
  - Teleszky István
  - Vajda János